# Roman Gese
Roman Gese (* 21. April 1978) ist ein ehemaliger deutscher Basketballspieler.

## Werdegang
Der 1,98 Meter große Flügelspieler kam in der Saison 1996/97 bei TTL Bamberg in der Basketball-Bundesliga zum Einsatz. 1997/98 spielte er mit Doppellizenz beim Zweitligisten TSV Tröster Breitengüßbach. Zur Saison 2000/01 wechselte er innerhalb der 2. Bundesliga von Breitengüßbach zur SpVgg Rattelsdorf. Später spielte er bis 2004 beim Regionalligisten TB Weiden.
Von 2010 bis 2017 war er Trainer bei HSB Landsberg. Beruflich wurde er als Sport- und Englischlehrer tätig.